# バカイチ
『バカイチ』は、ハロルド作石作の格闘漫画。講談社の雑誌『週刊ヤングマガジン』に連載されていた。単行本は全4巻。
喧嘩しか取り得の無い落ちこぼれ高校生の大場一良（おおば かずよし、通称：バカイチ）が、自分の数奇な出生の秘密を知りつつ、空手を通じて成長していくストーリー。『空手バカ一代』のオマージュ的作品で、名前をもじった人物も数多く登場している。主人公は古流の空手の使い手だが、K-1のような打撃格闘大会から、当時としては目新しい総合格闘技にも舞台を移した。ハロルド作石の作品の中でも、特に、修正が加えられたり、単行本未収録の話が多い。
最終巻である4巻にはサッカー漫画の「世界のアオヤマ」少年編、高校編の2話が収録。少年編に出ているザリガニーズというグループは、同じ作者の別作品『ゴリラーマン』にも同名のグループが登場している。